# Corazón de fuego
Corazón de fuego är debutalbumet av den spanska sångaren Soraya Arnelas. Det gavs ut den 5 december 2005 och innehåller 11 låtar.

## Låtlista
| Nr  | Titel               | Längd |
| --- | ------------------- | ----- |
| 1.  | Mi mundo sin ti     | 3:55  |
| 2.  | Mil lágrimas        | 4:01  |
| 3.  | Pienso en ti        | 3:56  |
| 4.  | Corazón de fuego    | 3:12  |
| 5.  | Cúrame este amor    | 4:31  |
| 6.  | Rosas nuevas        | 4:20  |
| 7.  | Tan sólo palabras   | 4:03  |
| 8.  | Me tienes delirando | 3:46  |
| 9.  | Vuelve junto a mí   | 4:21  |
| 10. | Tu piel             | 3:18  |
| 11. | Mi gran amor        | 4:30  |

## Listplaceringar
| Lista   | Topplacering |
| ------- | ------------ |
| Spanien | 13           |